# 暁の護衛
『暁の護衛』（あかつきのごえい）は、AKABEiSOFT2（あかべぇそふとつぅ）の姉妹ブランド「しゃんぐりら」から2008年3月27日に発売された18禁恋愛アドベンチャーゲームである。
2008年12月25日にファンディスク『暁の護衛〜プリンシパルたちの休日〜』（あかつきのごえい〜プリンシパルたちのきゅうじつ〜）が発売され、2010年4月22日に続編の『暁の護衛〜罪深き終末論〜』（あかつきのごえい〜つみぶかきしゅうまつろん〜）が発売された。
2012年9月20日には、シリーズ3作品を1つにまとめた『暁の護衛 トリニティ』（あかつきのごえい トリニティ）が5pb.より発売された。対応機種はPlayStation 3とPlayStation Portable。また、2014年2月28日に18禁PC版としても発売（発売元：AKABEiSOFT3（あかべぇそふとすりぃ））された。

## あらすじ
近未来の日本、多くの都市で大小の犯罪が蔓延。警察を主とした治安機関は機能を失いつつあったが、暁東市は様々な犯罪対策を行なう事で国内でもトップクラスの治安を保っていた。そのため、安全を求める人々が集り暁東市の物価は高騰、その結果資産家が多く住む街となった。そのような状況のため、資産家の令嬢と彼女ら（プリンシパル、護衛対象者）を守るボディーガードを同時に育成する教育機関が存在している。
超一流の資産家令嬢とボディーガード候補の学生を教育する憐桜学園（れんおうがくえん）で、ボディーガードの教育期間である1年目を過ごした主人公・朝霧海斗は初めての終業式を迎えようとしていた。例年90%以上が脱落する中で見事に1年目を乗り越えた彼だったが、ボディーガードになるつもりはなく、修了証書を受け取った終業式の後、校長である佐竹明敏に退学届を提出した。
新学年初日、学園で佐竹から迷惑料として受け取った1万円を手に海斗は街に繰り出した。そこで黒服の二人組に連れ去られる少女を見かけるが、周りはそれを見ないふりをしていた。しかし、その光景を見て海斗の心が躍った。彼が求めていたのは、日常からかけ離れた異常行為だったからだ。

## 登場人物

### 主人公とメインヒロイン
朝霧 海斗（あさぎり かいと）
声：木内秀信（ドラマCD）
趣味：読書　特技：ピッキング、声帯模写　好きなもの：食物全般　嫌いなもの：退屈
本編の主人公。
粗野で言葉遣いが悪く、興味をもった事に関しては意欲的に学習するが、それ以外のことには全く手をつけようとしない怠け者。
運動能力が高く、特に体術においては古武術の達人である神崎佃吾郎に対して拳一発で負けを認めさせるほどの実力を持っている。
普段はボディーガード候補生としての勉学や運動がからっきしであるかのように振舞っているため、ヒロインや同級生には学園の汚点扱いをされている。しかし、佐竹の言と後述の出自もあり目立たないようにと手を抜いているだけであって、生命を賭けた戦いであれば作品中最強（公式設定）であり、テストでももっと良い点を取ることができる。その他の分野でも並外れた学習能力を持ち、本から得た知識をすぐに実践することもできる。また、自覚はないが人を魅了する才能を持っており、気難しい人物や孤独を好む人物などに対して特に発揮されている(尊徳の「こいつはパーソナルスペースの事など考えないでズカズカと土足で踏み込む」という発言の後に麗華が「それなのに生意気にも不快にさせない」と言うほど)。雅樹曰く「完成された人間」であり驚異的な身体能力と精神力を持っている。また殺人においても躊躇は一切なく、簡単に人を殺せる(無印の萌シナリオの終盤にて薫と試合をした時には佃五郎が止めるほど躊躇が無い)。
出生は隠されており履歴書も空白だらけとなっているが、実は特別禁止区域の出身であり、佐竹との出会いが原因で連れて来られた。性格は天衣無縫・泰然自若と言える程どんな状況下でも態度を変えることがなく、過去に執着せず、自ら復讐や憎悪といった感情にとらわれることがない。ただし、父親である雅樹に関することには興味を持ち、何らかの取引に応じることが少なからずある。
誘拐された麗華を助けた事がキッカケで、無理やり麗華のボディーガードにさせられる。
読書が唯一と言ってもいい趣味で、気に入った文を声に出すという癖がある。特技はピッキングと声帯模写と呼ばれる程の声真似。
プリンシパルは二階堂麗華だが、ルートによっては彩・妙・萌のいずれかのボディガードになる事もある。
衣笠は当時アダルトゲーム業界では女性キャラクターに力を入れる人は描く人は多いが男性キャラクターに力を入れて描く人は少なく、本人曰く「ナヨナヨしているイケメン」ばかりだったとしている。そこでトモセの描いた朝霧海斗を見たところ、衣笠は自身の理想とするキャラクターだったと述べている。
二階堂 麗華（にかいどう れいか）
声：大波こなみ
趣味：音楽鑑賞、ペットの躾　特技：何でもこなす　好きなもの：ペット　嫌いなもの：小さいもの　スリーサイズ：70/51/74
二階堂家の双子の長女。勉学に優れ（彩は100点以外のテストを見たことがない）気品溢れるお嬢様である一方、人間不信であり自身のボディーガードを次々に辞めさせていた。特に尊徳のように真面目過ぎるのが嫌い。気が強く、護衛を連れないで出歩く事も多い。それが原因で誘拐されたところを海斗に救われた事をキッカケに、彼を無理やりボディーガードに指名する。
胸がないことと背が低いことがコンプレックスで、馬鹿にした人間には容赦がない。海斗曰く「胸と背と性格さえよければ完璧」。
ボディーガードは朝霧海斗だが、彩ルートでは後に宮川尊徳になるが、尊徳の扱いはかなり悪い。また、それ以外のルート(ツキルートは除く)では新しく赴任したボディーガードと次々にクビにしている模様。
トモセは当時自身が好きだった要素（ツインテール・ニーソックス）を詰め込んで描いたキャラクターであると述べている。
二階堂 彩（にかいどう あや）
声：榊原ゆい
趣味：TVゲーム、散歩　特技：息止め(3分間)　好きなもの：動物　苦手なもの：男性　スリーサイズ：87/56/85
二階堂家の双子の次女。姉と同じ赤色の髪で、後頭部には白い大きなリボンをしている。お淑やかな雰囲気をもつお嬢様。男性を苦手としているが、海斗とは最初から普通に接することが出来ていた。また、1年の終業式の帰り道で出会った海斗に声を掛けられ、彼の人柄に憧れるようになっていった。
影が非常に薄く周りの個性溢れるお嬢様の中に埋もれがちであり、自分もそれを気にしている。
ゲームを部屋でこっそり（本人はそう思っているが屋敷で知らない人はいない）やっておりかなりの腕前。漫画なども部屋に隠している。
なんでも器用にこなす姉にコンプレックスを抱いている。
ボディーガードは宮川尊徳だが、自身のルートでは後に朝霧海斗になる。
『プリンシパルの休日』以降、尊徳との距離を縮め信頼関係を築いているが、尊徳の事をお荷物と言ったりなどかなり口が悪くなっている
倉屋敷 妙（くらやしき たえ）
声：如月葵
趣味・特技：特になし　好きなもの：自分　嫌いなもの：麗華、思い通りにならない事　スリーサイズ：80/59/83
東暁市に本社を置く倉屋敷家の長女。麗華をライバル視しているが、胸の大きさと態度のでかさ以外、勉学においても体力面においても全く敵わない(50mほど歩いただけで疲れるくらい体力が無い、テストで狙わなくても0点を取れるなど)。
特に長所は無く友達もいない、ドジでかわいそうな子。
ボディーガードは錦織侑祈だが、とある事件がきっかけで自身のルートでは後に朝霧海斗になる。
ツキ
声：大花どん
趣味：窓拭き　特技：スパルタ教育　好きなもの：掃除、綺麗　嫌いなもの：ゴミ、汚い　スリーサイズ：74/52/75
二階堂家付きのメイド。歯にもの着せぬ物言いで海斗と接し、下ネタも軽々と口にできるほどの度胸を持つ。
掃除に関してはスペシャリストで麗華曰く、放っておけば1日中屋敷の掃除をしているという。
とてもきれい好きで、遠くで捨てられたごみも種類を分別しようとするので誰が呼んだか「掃除姫」の異名を持つ。
気配がとても希薄であり、海斗も気を張ってないと見失ってしまう程である。
海斗と同じく禁止区域出身であり、幼い頃に海斗に襲われた事がある。母親はその時に雅樹に殺されている。
元々はサブキャラクターだったが、社内で体験版を作成した際にツキの評判が良かったことから急遽メインキャラクターに昇格した。
神崎 萌（かんざき もえ）
声：成瀬未亜
趣味：ぼーっとする事　特技：古武術　好きなもの：美味しい物、強い人　嫌いなもの：弱い人、煩い人、苦い物　スリーサイズ：88/59/87
神崎家の長女。幼い頃から佃吾郎により古武術の指導を受けているため、その腕前は一流でありボディーガードすら退けるほど。滅多に喋らないため、人付き合いは少ない。
薫曰く、有言実行主義で行動派な人。麗華は頭脳明晰だと言うが、かなりの世間知らずで天然。身分の差をまるで理解していない。その行動を見ていると麗華ですら本当に頭がいいのか疑うほど。
ボディーガードは南条薫だが、自身のルートでは後に朝霧海斗になる。
『プリンシパルの休日』では海斗と「一週間の内に海斗にダメージを入れられたら萌の勝ち。萌が勝ったら何でも言う事を聞く。海斗からの反撃はありで抑え込むだけだが抑え込まれたら1時間攻撃不可」というルールで対決する。最初の内は正々堂々と正面から向かっていったが海斗や佃五郎のアドバイスを受けて後半は学校内でも攻撃を仕掛けてくるようになった。結果は海斗が「わざと」受けて萌の勝ち。

### サブヒロイン
南条 薫（なんじょう かおる）
声：芹園みや
趣味：鍛錬　特技：剣術　好きなもの：護衛　嫌いなもの：女扱いされること　スリーサイズ(原画集より)：77/54/82
海斗のルームメイト。ボディーガード育成課程を次席で修了した。訓練校時代は海斗と同室。
『罪深き終末論』のメインヒロインの一人。
剣道の達人であり、その腕前は海斗も認めるほど。女っぽい顔に女っぽい声が本人のコンプレックス。
実は名門・南条家の令嬢であり、ボディーガードを目指すために男装して憐桜学園に入学したが、直後に海斗に見破られていた。育成課程は海斗の協力により女性である事を隠し通した。佃五郎には試験の時に既に見破られていた
プリンシパルは神崎萌。
尚、『罪深き終末論』は、第一作の薫ルートの続編となっている。
黒堂 鏡花（こくどう きょうか）
声：金田まひる
趣味：読書　特技：料理　好きなもの：爽やかなもの　嫌いなもの：鬱陶しいもの　スリーサイズ：75/53/81
黒堂家の長女。プライドが高く、同じクラスの彩をライバル視している。『プリンシパルたちの休日』ではヒロインの1人である。
海斗と同じく、読書が趣味。自分のボディーガードを嫌い、ボディーガードもつけずによく学園を抜け出す。
ボディーガードは奥本雷太と杏子。
杏子（あんず）
声：大野まりな
趣味：喧嘩　好きなもの：温もり　嫌いなもの：孤独　スリーサイズ：90/55/84
黒堂家のボディーガード。昔、禁止区域で海斗に救われ、以来海斗と共に暮らしていた。海斗の過去を知る数少ない人物。口調は乱暴だが、根は繊細で優しい性格で人を殺すことは出来ない。
海斗と同じく出身は隠されており、履歴書も空白だらけとなっている。
『罪深き終末論』のヒロインの一人であり、ルートによっては海斗と共に「組織」に入る事となる。
『組織』に入るシナリオでは自身のルート以外でも海斗の隣にいる。元々子供が出来ない体だったが、自身のルートでのみ子供を産んだ。
彼女の親を殺したのは海斗であり、彼女を連れてきたのは雅樹である。

### サブキャラクター
宮川 尊徳（みやがわ たかのり）
声：春城学幸
趣味：読書　特技：蹴球　好きなもの：名誉、地位　嫌いなもの：朝霧海斗
海斗の同期。ボディーガードを数多く輩出する名門・宮川家の末弟で、本人も育成課程を首席で修了した。訓練校時代は侑祈と同室。
真面目であるがプライドが高く、融通が利かない性格をしている。海斗を嫌っているが心底では情を感じている為に周りからは仲が良いと見られている。あだ名は尊（そん）。麗華に惚れており、彼女の前では緊張してしまう。
いわゆるむっつり。
プリンシパルは二階堂彩。
『罪深き終末論』では「彩と正しい関係を築ける」とまで言っている
錦織 侑祈（にしこおり ゆうき）
声：小池竹蔵
趣味：女性観賞　特技：運動　好きなもの：女の子　嫌いなもの：勉強、特定のワード
海斗の同期。不良のような外見をしているが倉屋敷重工が開発したロボットである。お調子者であり、勉学においては最低クラスである。
そのため、下手な人間より人間らしい。また、本人は自分がロボットだと自覚できないようになっている。
エロにはオープンである。
プリンシパルは倉屋敷妙。
奥本 雷太（おくもと らいた）
声：宝殿亭ガツ芯
趣味：アニメ観賞　特技：ゲーム、フィギュア制作　好きなもの：アニメ、ゲーム内女子　嫌いなもの：3次元
海斗の同期。見かけによらず基本的な能力は高いため、ボディーガード育成課程を尊徳、薫に次ぐ三席で修了している。
重度のオタクであり、太り気味の体格やその体臭から同期や鏡花からも嫌われている。
その体臭で大丈夫なのはツキと海斗と杏子のみ
プリンシパルは黒堂鏡花。
佐竹 明敏（さたけ あきとし）
声：植木亨
特技：教育　好きなもの：煙草、酒、子供　嫌いなもの：ある人物
憐桜学園の校長。常にサングラスをしている冷静沈着な大男。海斗を禁止区域の外に連れ出した。海斗も認める数少ない実力者である。過去に二階堂源蔵のボディーガードをしていた。
海斗を連れ出した理由は「過去の雅樹と同じ行動を辿らせた上で、最後にはそれを阻止、および海斗を殺し、過去の自分の過ちを精算すること」であったが海斗が悉く雅樹とは違う行動を取るため焦っている
柊 朱美（ひいらぎ あけみ）
声：羽高なる
趣味：無料のもの　特技：作り笑い　好きなもの：食物全般　嫌いなもの：朝霧海斗？　スリーサイズ：78/54/83
海斗達の担任。美人教師であるが、それを逆手に取った教育を行なう大胆さを持つ。時折海斗に向けて殺気を向けるなど、底知れない人物。
『罪深き終末論』のヒロインの一人。
実は禁止区域の人間であり、ある思惑を秘めて海斗に接している。「組織」の五十嵐行雄の二人の娘の一人として、憐桜学園にスパイとして潜入している。
『罪深き終末論』の海斗が「組織」に入るシナリオでは雅樹により殺される
二階堂 源蔵（にかいどう げんぞう）
声：こんつ
趣味：読書　好きなもの：優秀な人物　嫌いなもの：朝霧
二階堂家の当主。麗華がボディーガードに選んだ海斗の素行が悪いため反感をもっている。海斗の父親・雅樹とは憐桜学園において親友かつ同期でもあったという過去をもつ。読書家。
「朝霧」という事で海斗をひどく毛嫌いしているが、後に「朝霧に振り回せるなどバカバカしい」と自覚した後は「朝霧」ではなく「海斗」として見るようになり『罪深き終末論』の麗華ルートでは「酒が飲める日も近いかもしれんな」という程になっている
ソナタ・カナタ
声：金松由花/渋谷ひめ
麗華が飼っているチーターの子供。可愛い外見とは裏腹に、麗華に近付く男性を容赦なく追い払う。
『罪深き終末論』ではアキラに2匹とも殺される(一部のルートでは死体は確認されていないがおそらく殺されている)
倉屋敷 亜希子（くらやしき あきこ）
声：楠鈴音
趣味：ガーデニング　特技：コンピューター　好きなもの：綺麗なもの　嫌いなもの：原始的なもの　スリーサイズ：82/60/84
倉屋敷妙の母親で倉屋敷重工の社長。トップでありながらロボット開発の技術者であり、侑祈の開発者の一人である。夫とは死別している。
二階堂源蔵、朝霧雅樹と同級生。
神崎 佃五郎（かんざき でんごろう）
声：立花十四朗
趣味：鍛錬　特技：古武術　好きなもの：孫娘、武道　嫌いなもの：志なき者
神崎家の重鎮。日本で指折りの権力者で、内閣総理大臣が気に入らなければ引きずり降ろせるほどの発言力を持っている。古武術に関しては達人の域に達している。萌を溺愛しており彼女に対しては甘いジジイとなる。出かける時はいつも胴着で萌から嫌がられている。
朝霧 雅樹（あさぎり まさき）
声：???
海斗の父親。ボディーガードの名門・朝霧家の出身。元々は多くの人に慕われる好人物で優れた武術家でもあり、作中彼の知り合いが持つ海斗への信頼の理由となることが多い。妻の死をきっかけに残忍暴虐な態度を振舞い始め、息子の海斗に禁止区域での生き方を叩き込み、虐待や凌辱・拷問といえるレベルの鍛練を施した。海斗に殺されたと思われていたが、実は生きており、『罪深き終末論』では二階堂邸で海斗と共闘する。
ルートによっては海斗と戦うがあくまで力試しなだけで少し戦って正体を現しすぐに消えた

### 『罪深き終末論』で初登場するキャラクター
宮川 清美（みやがわ きよみ）
声：さくらはづき
趣味：片づけ　特技：射撃　好きなもの：仕事　嫌いなもの：不憫なもの　スリーサイズ：81/58/81
『罪深き終末論』のヒロインの一人。
尊徳の姉。24歳。暁東警察署の警部で、国家公務員II種を取得しているキャリア組のエリート。正義感が強く、禁止区域の存在を激しく嫌悪している。
海斗に対して疑心感を持っている。
舞（まい）
声：稲狩裕子
『罪深き終末論』のヒロインの一人。
趣味：拷問　特技：弱みを見つけること　好きなもの：自分　嫌いなもの：自分以外全て　スリーサイズ：73/51/73
生まれも育ちも禁止区域の少女。父親の五十嵐行雄さえも信頼しておらず、自分の欲望の為だけに生きている。「組織」の幹部の一人。
拷問が趣味。彼女の拷問を受けて唯一生き残ったのは海斗だけである。
相馬 忠夫（そうま ただお）
声：子太明
特技：戦闘術　好きなもの：駆引き　嫌いなもの：弱い人間、卑屈な人間
『プリンシパルたちの休日』では声だけで登場。元特殊部隊の隊長。「組織」の幹部の一人。
相馬 楓（そうま かえで）
声：澤田なつ
趣味：戦う事　特技：剣術　好きなもの：未知のもの　嫌いなもの：見られること
相馬忠夫の娘で「組織」の幹部の一人。いつも母親の形見の日本刀を持ち、寝る時も抱いて寝る。舞ですら手を出せない剣の達人。
反撃を受けないで頭を撫でられたのは海斗のみで楓本人すら疑問に思った
南条 武志（なんじょう たけし）
声：本多啓吾
趣味・特技・好きなもの：釣り　嫌いなもの：ボディガード
薫の2歳年下の弟。ボディーガードを目指すよう育てられているが、自身の才能の無さを嘆き、それでもボディーガードにしようと厳しくする父親の高圧的態度に反発している。釣りが趣味。
宮川 直人（みやがわ なおと）
声：ルネッサンス山田
趣味：勉強　特技：護衛　好きなもの：珈琲　嫌いなもの：日本茶
尊徳の兄。公式サイトでは次男となっているが、ゲーム中では長男と言われている。30歳。政治家の武藤のボディーガードで、宮川家の中では一番の出世頭。
詩音（しおん）
声：古閑ゆき
特技：格闘技　好きなもの：兄　嫌いなもの：日本人　スリーサイズ：95/59/87
父親が日本人の日中ハーフ。格闘技の達人。日本人を激しく嫌っている。
『罪深き終末論』の特定のシナリオでは海斗の依頼により「組織」と学校で戦った。人を殺した経験が無いため不動には敵わなかった
個人のエンディングもある。
龍（りゅう）
声：ほうでん亭プリスケ
好きなもの：名誉　嫌いなもの：無名
詩音の兄で、プロのボディーガード。23歳。妹同様に日本人は嫌いだが、妹とは違い個人としての付き合いとは別と割り切った考えのできる度量の持ち主。
『罪深き終末論』の特定のシナリオでは海斗の依頼により「組織」と学校で戦った。人を殺した経験が無いため不動には敵わなかった
安藤 康高（あんどう やすたか）
声：藤流水
趣味：ガーデニング　特技：特になし　好きなもの：草木　嫌いなもの：犬
二階堂家に庭師として雇われた警察のスパイ。前任者の引退に伴って新しく雇われた。年齢は20代後半。大きな体格と、それに反比例した気の小さい人物。
中里 亮（なかざと りょう）
声：空乃太陽
趣味：人と仲良くなること　特技：剣術　好きなもの：美しいもの　嫌いなもの：汚いもの
海斗がある事情で二階堂家を空けた際に雇われた臨時のボディーガード。海斗と同年代ながら既にアメリカでボディーガードの資格を取得している立派なプロ。父親は元政治家の五十嵐行雄、母親は元女優の中里喜美子。プライドが高く、自己中心的で自信過剰であり他者（特に海斗）を見下しているが人前では物腰柔らかで誰にでも丁寧、屋敷の人々の評価も高いが、麗華・彩・ツキや尊徳からは蛇蠍の如く嫌われている。あらゆる意味で対極にいる人物。戦闘では刀を使用している。女にだらしない面があり、二階堂家のメイドたちを次々に口説いている。
本名は木戸 明（きど あきら）、五十嵐の四人の子供のひとり。母親は名も知れぬ売女。『プリンシパルたちの休日』ではアキラとして登場する。
麗華および薫ルートでは海斗の手により、翔子ルートでは翔子の手により(トドメは海斗)、朱美および沙代ルートでは風子の手により死亡する。他のルートでは生死不明だが目的は悉く破綻している
実力は確かにあるのだが、朱美を瀕死された絆に睨まれて動けなかったり、海斗に「部屋から出たら殺す」と言われて部屋から出られなかったりとどこか噛ませ犬的な人物
中里 翔子（なかざと しょうこ）
声：春乃伊吹
趣味・特技・好きなもの：特になし　嫌いなもの：???　スリーサイズ：71/49/71
亮の義妹。亮が二階堂家に勤務する際に一緒に屋敷に連れてこられた。目が見えず、いつも怯えている。
林 真己登（はやし まこと）
声：原田友貴
趣味：麻雀　特技：喧嘩術　好きなもの：金　嫌いなもの：お節介な奴
憐桜学園の一年生。一般家庭出身の訓練生。不良のような言動やすぐに怒り出す短気な性格が災いして周囲の生徒と度々衝突している問題児。プロを目指せるほど麻雀が得意だが、収入が不安定ということでボディーガードを目指している。実力のある人間にはそれなりに敬意を払うため、尊徳や侑祈の言うことは比較的素直に聞き入れるが、実力を隠している海斗のことは完全に舐めてかかっている。海斗とともにバイトをした際などは周囲からは海斗のオマケ扱いや金剛に軽く倒されるといった引き立て役な立ち位置の少年。侑祈曰く、劣化版海斗。態度だけは一級品。
田宮 沙代（たみや さよ）
声：佐々留美子
趣味：世話　特技：裁縫　好きなもの：甘いもの　嫌いなもの：苦いもの　スリーサイズ：84/69/96
真己登の幼馴染の少女。真己登とは別の、隣駅の学園に通っている。真己登が憐桜学園に馴染めずにいるのを心配している。
柳瀬 小春（やなせ こはる）
声：星垣みく
趣味：お菓子作り　特技：勉強を教える事　好きなもの：友達　嫌いなもの：不潔　スリーサイズ：82/60/84
沙代の友人。一時期、海斗が沙代を誑かそうしていると勘違いしていた。
柏（はく）
声：日立このみ
趣味：特になし　特技：気配消し　好きなもの：海斗、林檎　嫌いなもの：大勢の人　スリーサイズ：記録無し
『プリンシパルたちの休日』にも登場するが、名前がついたのは『罪深き終末論』から。
かつて禁止区域で幼い頃の海斗と出会い「海斗を守る」と言った謎の少女。ある日突然、二階堂の屋敷に現れ、彩に発見される。「柏」という名はその時に彩が名付けたもので、本人は名前も覚えていないと言う。白髪で海斗が出会った頃から全く成長していないように見える。
元「組織」のメンバーの一人、須藤の相棒。雅樹の妻、海斗の母を殺した直後に海斗を見つけ、その死に自分の罪を感じ、それからいつも海斗を見守るようになる。なので実は忘れてはおらず、全て覚えている。また、病気により余命いくばくも無く、彼女のルートでのみ死亡が確認されている。
五十嵐 行雄（いがらし ゆきお）
声：舞幸運
趣味：読書　好きなもの：酒　嫌いなもの：現代社会
元政治家。『組織』実の管理者とスポンサー。遺伝因子と男女差別論の信者。彼と別々の女から四人の子供がいる：朱美、あきら、亮、舞。
須藤（すどう）
声：北条賢
趣味：獲物狩り　特技：潜入　好きなもの：死に顔　嫌いなもの：特になし
「組織」の幹部だが、とある事情から今は警察に捕まっている。
『罪深き終末論』の海斗が「組織」に入るシナリオでは雅樹により殺される
　雅樹を信用させ、外出した隙をついて雅樹の妻（海斗の母親）を犯した。
緒方（おがた）
声：南戸武治
趣味：男漁り　特技：話術　好きなもの・嫌いなもの：朝霧海斗
『プリンシパルたちの休日』から登場。
幼い海斗をパン一つで取引して手に入れ、凌辱の限りを尽くした3人の男の内の一人。海斗の反撃に遭い盲目になる。女には興味が無く、完全に男趣味。舞の復讐時に豹変した海斗を見て深く手を出さないように認識する。
桜坂 風子（さくらざか ふうこ）
声：なかせひな
趣味：経営　特技：人間管理　好きなもの：煙草　嫌いなもの：役立たず　スリーサイズ：85/59/86
風俗店New Riseの社長。一人娘の絆を非常に溺愛している。資金稼ぎとして裏で危険な仕事を行っており、朝霧親子の事を知っている。
桜坂 絆（きずな）
声：涼森ちさと
趣味：人形遊び　特技：お片づけ　好きなもの：お菓子　嫌いなもの：独りぼっち
桜坂風子の娘。風子の友である朱美がいつも見守っていた。
犬や猫にとても懐かれる。だが、可愛がっていた野良犬が死んだ時の反応は特に悲しんだ様子は無いが殺した犬に対して海斗が驚くほどの殺気を放った。
実は風子の子ではなく、朱美の子供である。しかも、海斗が昔、朱美を犯したときに出来た子供である。産んだ目的は復讐である。
薄々自分の母親が朱美ではないかと気づいており、朱美によって殺されることも理解していた。
岡崎 隆之介（おかざき りゅうのすけ）
声：機知通
趣味：経営　好きなもの：桜坂風子　嫌いなもの：桜坂風子を邪魔するもの
風子の右腕としてニューライズで働いている。かつて命を救われたことから、忠誠を全て風子に捧げている。
不動
特技：銃器扱い　嫌いなもの：頭の悪い行動
アキラの手下の一人。作中でも上位クラスの実力はあり、隆之助・龍・詩音・佐竹を4人同時相手にしても有利なのだが、雅樹や海斗に瞬殺されるなどどこか噛ませ犬的な人物
金剛
趣味：殴る　特技：拳術　好きなもの：女　嫌いなもの：難しいこと
アキラの手下の一人。腕っぷしが自慢だが、海斗にはあっさり負けている

## 用語

### 暁東市
人口約230万人を誇る国内有数の都市。大手企業が本社を置き、同時に裕福な資産家が多数住居を構えており、様々な防犯対策を施している事から、日本で最も犯罪の少ない街とされている。市内には多数の資産家が住むエリア（高等区）が存在し、防犯上の理由からエリア内には関係者しか入る事ができない。一方で、市内には禁止区域があるため、その周辺エリアは薄暗い雰囲気を纏っている。

### 禁止区域
警察などの治安機関が犯罪対策を推し進めた結果、凶悪な犯罪者のみならず、公的身分や係累等を捨ててはみ出し者となった人々が移り住んだエリア。日本国内の多くの都市に存在する。禁止区域以外の人間がエリアに立ち入るだけで襲われる可能性が高い上、禁止区域の住民ですら常日頃から襲われる可能性があるため昼間でも通りに人影は見られない。禁止区域内においても警察や自治体関係者の立ち入りが禁止された最も危険なエリアは特別禁止区域（通称：特区）と呼ばれる。
禁止区域に住む住民に対し支援を行なおうとした自治体関係者が襲われる事件が発生した事から、政府は禁止区域を全廃する方針を立てており、間もなくエリア内の住民は強制退去並びに強制収容される事になっている。

## スタッフ
- シナリオ：衣笠彰梧
- キャラクターデザイン・原画：トモセシュンサク
- 音楽：伊福部武史（Angel Note）
- OPムービー：神月社（Mju:z）

## 制作背景
本作は衣笠彰梧とトモセシュンサクが初めてタッグを組んだ作品である。2007年ごろ、トモセは面白いライターと組みたいと社長に懇願したところ衣笠を紹介され、本作の企画が動き出したタイミングであったとこから衣笠から企画書を見せてもらったところ、これは面白そうだと思ったことから本作のキャラクターデザイン・原画を担当することとなった。企画書を作成した衣笠は好きに考えてやってみろという話があったことから、本人曰く「やりたいようにやった」と振り返っている。

## 主題歌
- オープニングテーマ「Together」
  - 作詞：中山♥マミ（Angel Note）
  - 作曲・編曲：不知火つばさ（Angel Note）
  - 歌：榊原ゆい
- エンディングテーマ「パーソナルスペース」
  - 作詞：kala（Angel Note）
  - 作曲・編曲：椎名俊介（Angel Note）
  - 歌：榊原ゆい

## 暁の護衛〜プリンシパルたちの休日〜
2008年12月25日に発売されたファンディスク。『暁の護衛』のアフターストーリー及びサブヒロインのシナリオが追加されている。

### スタッフ
- シナリオ：衣笠彰梧
- キャラクターデザイン・原画：トモセシュンサク

### 主題歌
- オープニングテーマ「Guardian Heart」
  - 作詞：wight
  - 作曲・編曲：wight
  - 歌：Barbarian On The Groove feat.真理絵
- エンディングテーマ「明日へ」
  - 作詞：wight
  - 作曲・編曲：mo2
  - 歌：Barbarian On The Groove feat.古都美珠
- 杏子ルートエンディングテーマ「Together」 
  - 作詞：中山♥マミ（Angel Note）
  - 作曲・編曲：不知火つばさ（Angel Note）
  - 歌：榊原ゆい

## 暁の護衛〜罪深き終末論〜
2010年4月22日発売。『暁の護衛』の続編で、前作「南条 薫」ルートの続きに位置付けられている。新キャラクター及び新ヒロインが追加されている。

### スタッフ
- 原画 キャラクターデザイン：トモセシュンサク
- 原案・企画 シナリオ：衣笠彰梧

### 主題歌
- オープニングテーマ1『幻想の城』
  - 作詞・コーラス：kala（Angel Note）
  - 作曲・編曲：井ノ原智（Angel Note）
  - ボーカル：榊原ゆい
  - 製作：Angel Note
- オープニングテーマ2『OWN JUSTICE』
  - 作詞・作曲・コーラス：片霧烈火
  - 編曲：橋本鏡也
  - ボーカル：神月社
  - 製作：CLOSED/UNDERGROUND
- エンディングテーマ1『永遠の孤独』
  - 作詞：wight
  - 作曲・編曲：mo2
  - ボーカル：Barbarian On The Groove feat. 璃杏
  - 制作：Barbarian On The Groove
- エンディングテーマ2『永劫回帰』
  - 作詞・作曲・編曲：wight
  - ボーカル：Barbarian On The Groove feat. カヒーナ
  - 制作：Barbarian On The Groove

## 関連商品

### 書籍
- ジュブナイルポルノ
  - 暁の護衛 プリンシパル・ツキ 二次元ゲームノベルズ（2008年9月28日発売、著：蒼井村正　絵：嘉納あいら　表紙：トモセシュンサク）
  - 暁の護衛 プリンシパル護衛日記 二次元ゲーム文庫 (2009年7月30日発売、著：蒼井村正　絵：嘉納あいら　表紙：トモセシュンサク)
- ガイドブック
  - 暁の護衛 ビジュアル・ガイドブック ジャイブファンブックシリーズ（2008年11月29日発売）

### CD
- オリジナルサウンドトラック
  - 「暁の護衛 & 暁の護衛〜プリンシパルたちの休日〜」オリジナルサウンドトラック2008年9月26日発売。
  - 「暁の護衛〜罪深き終末論〜」オリジナルサウンドトラック2010年10月27日発売。
- ドラマCD
  - 『暁の護衛〜伝えるべきこと〜 』2010年12月29日発売。限定盤特典：オリジナルテレホンカード。

### フィギュア
- 俺の嫁計画 Vol.4 暁の護衛 ツキ 1/8PVCフィギュア（2008年12月10日発売、Aタイプ/Bタイプ）